# قائمة عظام هيكل الإنسان

الهيكل العظمي للإنسان البالغ

يتكون الهيكل العظمي للإنسان البالغ من 206 عظمة، يبدأ الهيكل العظمي عند الولادة متألفاً من 270عظمة، وعند الوصول لسن البلوغ ونتيجة اندماج وانصهار بعض العظام مع بعضها يصل العدد لـ 206 فقط.  منها 80 عظمة في  الهيكل العظمي المحوري (29 في الجمجمة " 8 في الجزء المخي ، 14 في الجزء الوجهي , 6 عظميات سمعيات , 1 عظم لامي " و 51 في "القفص الصدري و العمود الفقاري"[بحاجة لمصدر]) و 126 العظام في الهيكل العظمي الطرفي (32 مكررة لمرتين في الأطراف العلوية "الحزام الصدري و الذراعين" و31 مكررة لمرتين في  الأطراف السفلية "الحزام السفلي و الساقين)، والعديد من العظام الصغيرة والمتغيرة، مثل بعض العظم السمسمي، ليست مدرجة ضمن العدد.

## تقديم
يتغير عدد العظام في الهيكل العظمي مع التقدم في العمر، فتلتحم العديد من العظام، وهي العملية التي تصل لنهايتها في العادة مع وصول الإنسان للعقد الثالث من عمره، وبالإضافة إلى أن عدد من عظام الجمجمة وعظام الوجه هي في الحقيقة عظام منفصلة، على الرغم من كونها تنصهر بشكل طبيعي لكنها تظل ذات تمايز فيما بينها. وتحسب بعض عظم سمسمي موثوقة مثل العظم الحمصي ضمن هذا التعداد، وذلك على عكس عظام أخرى مثل العظم السمسمي في إبهام القدم التي لا يتم حسابها.
قد يكون لعظام الأفراد عدد أكثر أو أقل من هذا الرقم المتوسط بسبب الاختلافات التشريحية. وتشمل الاختلافات الأكثر شيوعا العظام الدرزية (الوورمية)، والتي تقع على طول الخطوط الدرزية على الجزء الخلفي من الجمجمة، والعظام السمسمية التي تنمو ضمن بعض الأوتار، وخاصة في اليدين والقدمين. وقد يكون لبعض الأفراد كذلك بعض الضلوع العنقية الزائدة وكذلك بعض الفقرات القطنية الزائدة.

## العظام

### العمود الفقري
يوجد لدى الفرد البالغ 26 عظمة في العمود الفقري، في حين أن الطفل يمكن أن يكون لديه 34 عظمة.
- الفقرات العنقية (7)
- الفقرات الصدرية (12)
- الفقرات القطنية (5)
  - فقرات قطنية إضافية
- الفقرات العجزية (عند الميلاد تكون 5 ولكنها تندمج فيما بعد في فقرة واحدة)
- الفقرات العصعصية (5 عند الولادة، بعض أو كل من العظام تندمج معا ولكن يبدو أن هناك خلاف بين الباحثين حول ما يجب أن يكون عددها الأكثر شيوعاً. ويقول البعض أن الأكثر شيوعاً هو 1، والبعض الآخر يقول 2 أو 3،  في حين 4 تكون أقل احتمالا. وتحسب على أنها 1 في هذه المقالة.)

### الصدر (القفص الصدري)
في العادة يكون هناك 25 عظمة في الصدر لكن في بعض الأحيان يمكن أن يكون هناك أضلاع عنقية إضافية عند بعض البشر. وتوجد الأضلاع العنقية بشكل طبيعي في الحيوانات الأخرى مثل الزواحف.
- عظمة القص (1)
- الضلوع (24 في 12 مجموعة كل منها مكون من اثنين)
  - من المهم أن نلاحظ أن ثلاثة أزواج منها تحت الأرقام (8 و 9 و 10)، والمعروفة أيضاً باسم الأضلاع الكاذبة، تتصل مع بعضها البعض، وتتصل كذلك بالضلع السابع بغضروف  ومفاصل زلالية، وهناك أيضاً زوجين من الأضلاع (رقم 11 و 12) تسمى بالأضلاع العائمة، وهي ليس لها إتصال بأي شيء من الأمام.
  - الأضلاع العنقية وهي أضلاع إضافية زائدة تظهر في الجسم البشري.

### الجمجمة
هناك 22 عظمة في الجمجمة، وبإضافة  العظم اللامي وعظام الأذن الوسطى يكون الرأس بوجه عام محتويًا على 29 عظمة.
- عظام الجمجمة (8)
  - العظم القذالي
  - العظم الجداري (2)
  - العظم الجبهي
  - العظم الصدغي (2)
  - العظم الوتدي (أحيانًا يحسب ضمن عظام الوجه)
  - العظم الغربالي (أحيانًا يحسب ضمن عظام الوجه)
- عظام الوجه (14)
  - العظم الأنفي (2)
  - الفك العلوي (2)
  - العظم الدمعي (2)
  - العظم الوجني (2);
  - العظم الحنكي (2)
  - المحارة الأنفية السفلى (2)
  - العظم الحاجزي
  - الفك السفلي
- العظمة اللامية (غير متصلة بأي عظم آخر)
- في الأذن الوسطى (6)
  - المطرقة (2)
  - السندان (2)
  - الركاب (2)

### الطرف العلوي
يوجد في كل طرف علوي ما مجمله 64 عظمة.
- عظام أعلى الذراع (تتكون من 6 عظام منقسمة إلى 3 على كل جانب)
  - عظم العضد
  - الكتف (الحزام الصدري)
    - لوح الكتف
    - الترقوة
- عظام أسفل الذراع (تتكون من 4 عظام منقسمة إلى 2 على كل جانب)
  - الزند
  - الكعبرة
- عظام اليد (ما مجموعه 54 عظمة، 27 في كل يد)
  - الرسغ
    - العظم القاربي (2)
    - العظم الهلالي (2)
    - العظم المثلثي (2)
    - العظم الحمصي (2)
    - العظم المربعي (2)
    - العظم شبه المنحرف (2)
    - العظم الكبير (2)
    - العظم الكلابي (2)

  - مشط اليد (10 عظام، 5 في كل يد)
  - سلاميات اليد
    - السلاميات الدنيا (5 × 2 = 10)
    - السلاميات الوسطى (4 × 2 = 8)
    - السلاميات القصوى (5 × 2 = 10)

### الحوض (الحزام الحوضي)
يتكون العظم الوركي من ثلاث مناطق: الحرقفة، والإسك، والعانة (2)
- تتصل عظام العجز والعصعص تتصل بعظمتي الورك لتشكل جميعها الحوض، ولكنها أكثر أهمية بالنسبة  للعمود الفقري. لهذا السبب تم حذفها من منطقة الحزام الحوضي.

### الطرف السفلي
- عظمة الفخذ (2)
- رضفة الركبة (2)
- قصبة الساق (2)
- شظية الساق (2)
- القدم (52 عظمة، 26 في كل قدم)
  - الرصغ
    - العظم العقبي (2)
    - عظم الكاحل (2)
    - العظم الزورقي (2)
    - العظم الإسفيني الإنسي (2)
    - العظم الإسفيني الأوسط (2)
    - العظم الإسفيني الوحشي (2)
    - العظم النردي (2)

  - مشط القدم (10)
  - سلاميات القدم
    - سلاميات دنيا (5 × 2 = 10)
    - سلاميات وسطى (4 × 2 = 8)
    - سلاميات قصوى (5 × 2 = 10)

### العظم السمسمي (العظام السمسمانية)
- الرضفة
- العظم الحمصي
- الفويلة
- المأبضية
- العظام السمسمية في عظام المشط الأولى والثانية في اليد.
- العظام السمسمية في العظمة الأولى في مشط القدم.
- العظام السمسمية غير المنتظمة في أصابع اليد والقدم الأخرى.
- ناتئ السندان العدسي.
- عظمة رايدر.
- العظام السمسمية غير المنتظمة في الأطراف العلوية والسفلية والأرداف.

## اقرأ كذلك
- قائمة عضلات جسم الإنسان
- قائمة مصطلحات تشريح العظام
- قائمة المناطق التشريحية البشرية

## هوامش
1. ↑  Mammal Anatomy: An Illustrated Guide. 9780761478829: Marshall Cavendish. 2010. ص. 129. مؤرشف من الأصل في 2018-10-14.{{استشهاد بكتاب}}:  صيانة الاستشهاد: مكان (link)